# Drosanthemopsis
Drosanthemopsis (лат.) (возможное русскоязычное название — Дрозантемопсис; похожий на Дрозантемум (Drosanthemum)) — род суккулентных растений семейства Аизовые (Aizoaceae), произрастающий на территории Капской провинции ЮАР.

## Таксономия
Drosanthemopsis Rauschert, первое упоминание в Taxon 31: 555. 1982. Род входит в подсемейство Ruschioideae.

### Синонимы[3]
- Anisocalyx L.Bolus
- Knersia H.E.K.Hartmann & Liede

### Виды
Согласно данным сайта «Список растений Мировой флоры онлайн» на июнь 2023 года, род состоит из 4 видов:
- Drosanthemopsis bella Klak
- Drosanthemopsis diversifolia (L.Bolus) Klak
- Drosanthemopsis kwaganapensis Klak
- Drosanthemopsis vaginata (L.Bolus) Rauschert